# Стрёмберг, Торвальд
Леннарт Торвальд Стрёмберг (фин. Lennart Thorvald Strömberg; 17 марта 1931, Киркконумми — 9 декабря 2010, Экенес) — финский гребец, двукратный чемпион мира (1950, 1958) и чемпион Олимпийских игр (1952) в гребле на байдарках.

## Карьера
Вырос в рыбацкой семье. В 17 лет, уже став лучшим байдарочником страны, он в силу возраста не был допущен финскими тренерами до крупных международных соревнований, однако в 1950 году, когда ему исполнилось 19, принял участие в чемпионате мира в Копенгагене и завоевал золото в байдарке-одиночке на дистанции 10000 м. Это достижение он повторил восемь лет спустя на чемпионате мира в Праге.
В 1952 году на Олимпийских играх в Хельсинки стал чемпионом в гребле на байдарке-одиночке на 10000 м и серебряным призёром на дистанции 1000 м. В 1956 году на Олимпиаде в Мельбурне из-за проблем со здоровьем не смог показать высоких результатов.
В течение многих лет являлся председателем любительского клуба байдарочников в своем родном городе, где он имел собственный бизнес в сфере дизельных двигателей.
В 2000 году был удостоен специальной спортивной награды Министерства образования Финляндии.